# Erich Schoenberg
Erich Karl Wilhelm Schoenberg (Varsóvia, 27 de dezembro de 1882 – Brannenburg, 23 de janeiro de 1965) foi um astrônomo alemão.
Escreveu o artigo Photometrie der Gestirne (1932) na Encyklopädie der mathematischen Wissenschaften.